# Glas Srpske

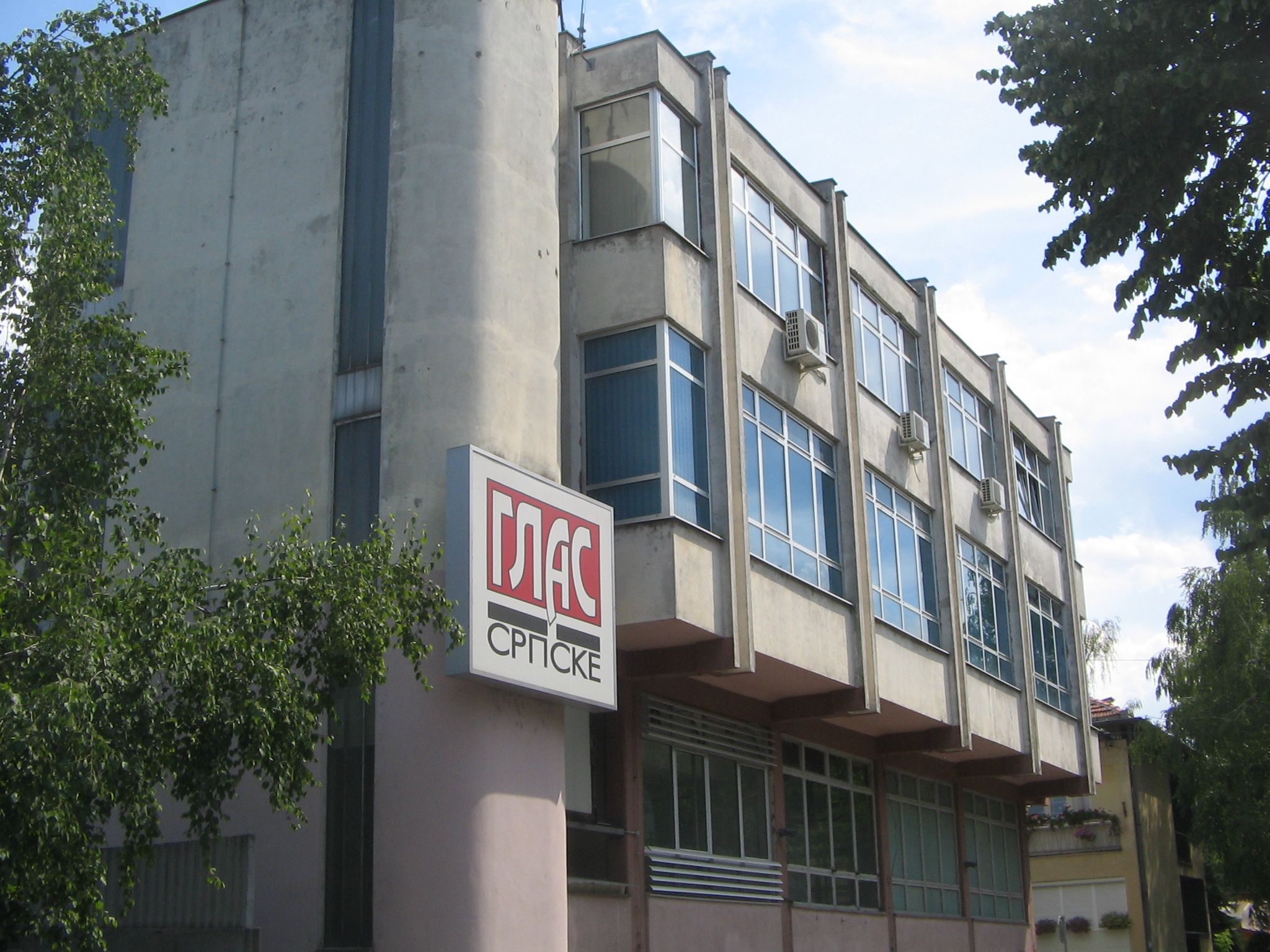
Hauptsitz + Logo

Glas Srpske (serbisch-kyrillisch Глас Српске; Stimme der [Republik] Srpska) ist eine serbisch-konservative Zeitung aus Banja Luka in Bosnien und Herzegowina. Die größte regionale Tageszeitung neben der ebenfalls in Banja Luka erscheinenden Nezavisne novine (Unabhängige Zeitung), verkauft sich fast nur im Gebiet der Republika Srpska, die auch Eigentümerin der Zeitung ist. Die Zeitung erscheint in kyrillischer Schrift. Angaben zur Auflage werden nicht veröffentlicht.

## Geschichte
Die Zeitung erschien erstmals am 31. Juli 1943 in Župici bei Drvar unter dem Namen Glas als Mitteilungsblatt der örtlichen jugoslawischen Partisanen.
Seit 1992 wird sie mehrheitlich von der Regierung der Republika Srpska kontrolliert. Während des Bosnienkrieges trug die Zeitung den Namen Glas srpski (Serbische Stimme).
Seit 2003 trägt die Zeitung ihren heutigen Namen. 2008 wurden 49 % der Zeitung und 62 % der mit der Zeitung eng verbundenen Verlagsgesellschaft Glas srpski – Grafika an ein Konsortium aus dem Verlag des Konkurrenzblattes Nezavisne novine und dem Bauunternehmen Integral inženjering verkauft.
Chefredakteurin ist seit 2008 Mirjana Kusmuk.